# تقی‌آباد (ری)

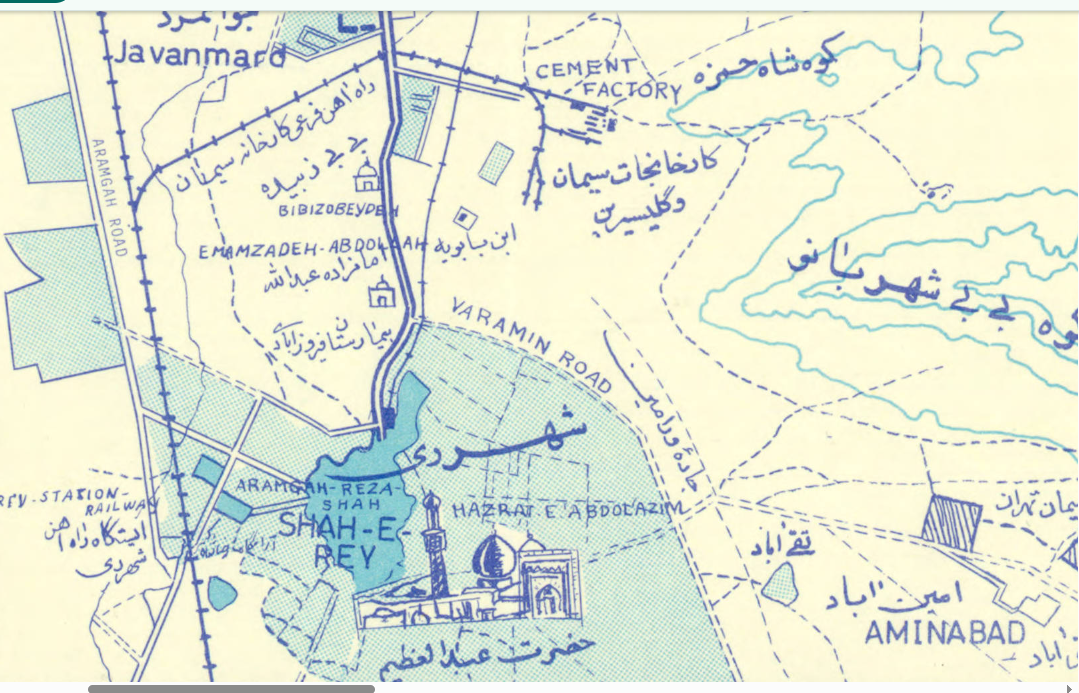
تقی آباد (راست پایین) در نقشه شهر ری و حومه در سال ۱۳۴۶ خورشیدی

تقی‌آباد روستایی در دهستان غنی‌آباد بخش مرکزی شهرستان ری استان تهران ایران است.

## جمعیت
بر پایه سرشماری عمومی نفوس و مسکن در سال ۱۳۹۵ جمعیت این روستا ۸۱۹ نفر (۲۴۱خانوار) بوده‌است.

## دانشگاه پیام نور شهرری
در این محله ساختمان مرکزی پیام نور شهرری واقع شده است.